# Capela de Santo António (Terena)

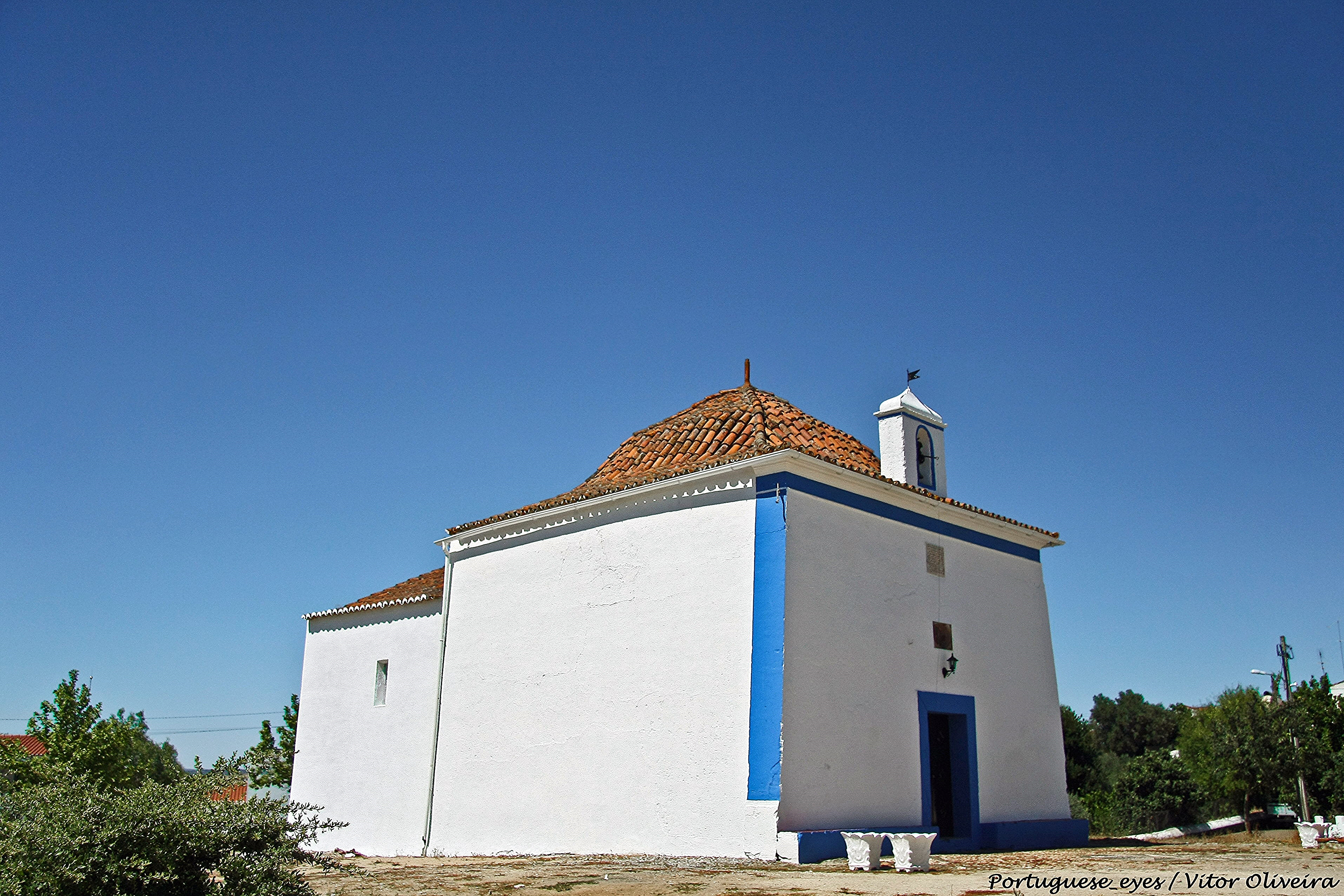

A Capela de Santo António, ou Ermida de Santo António,  fica situada no Rossio da vila de Terena, município de Alandroal.
A ermida, de linhas arquitectónicas simples e do estilo popular alentejano, com fachada simples e característico telhado de linhas radiadas, assinalada no terreiro fronteiro por cruzeiro popular. A sua construção deveu-se à iniciativa de um grupo de fiéis encabeçado por João Nunes Ribeiro, Cavaleiro da Ordem de Cristo, no ano de 1657.
A nave, pequena e em forma de rotunda cupular tem púlpito de mármore e ferro forjado. O altar é de talha dourada do século XVII, albergando as imagens de Santo António, São Bento e São Vicente Ferrer.
Presentemente serve de capela funerária da vila de Terena.